# Marauder Car Company
Marauder Car Company war ein britischer Automobilhersteller.

## Unternehmensgeschichte
Das Unternehmen Wilks, Mackie & Co Limited aus Dorridge im Metropolitan Borough of Solihull begann 1950 mit der Produktion von Automobilen. 1951 erfolgte eine Umbenennung in Marauder Car Company Limited und der Umzug nach Kenilworth in Warwickshire.
1952 wurde die Produktion nach etwa 15 hergestellten Fahrzeugen eingestellt.

## Fahrzeuge

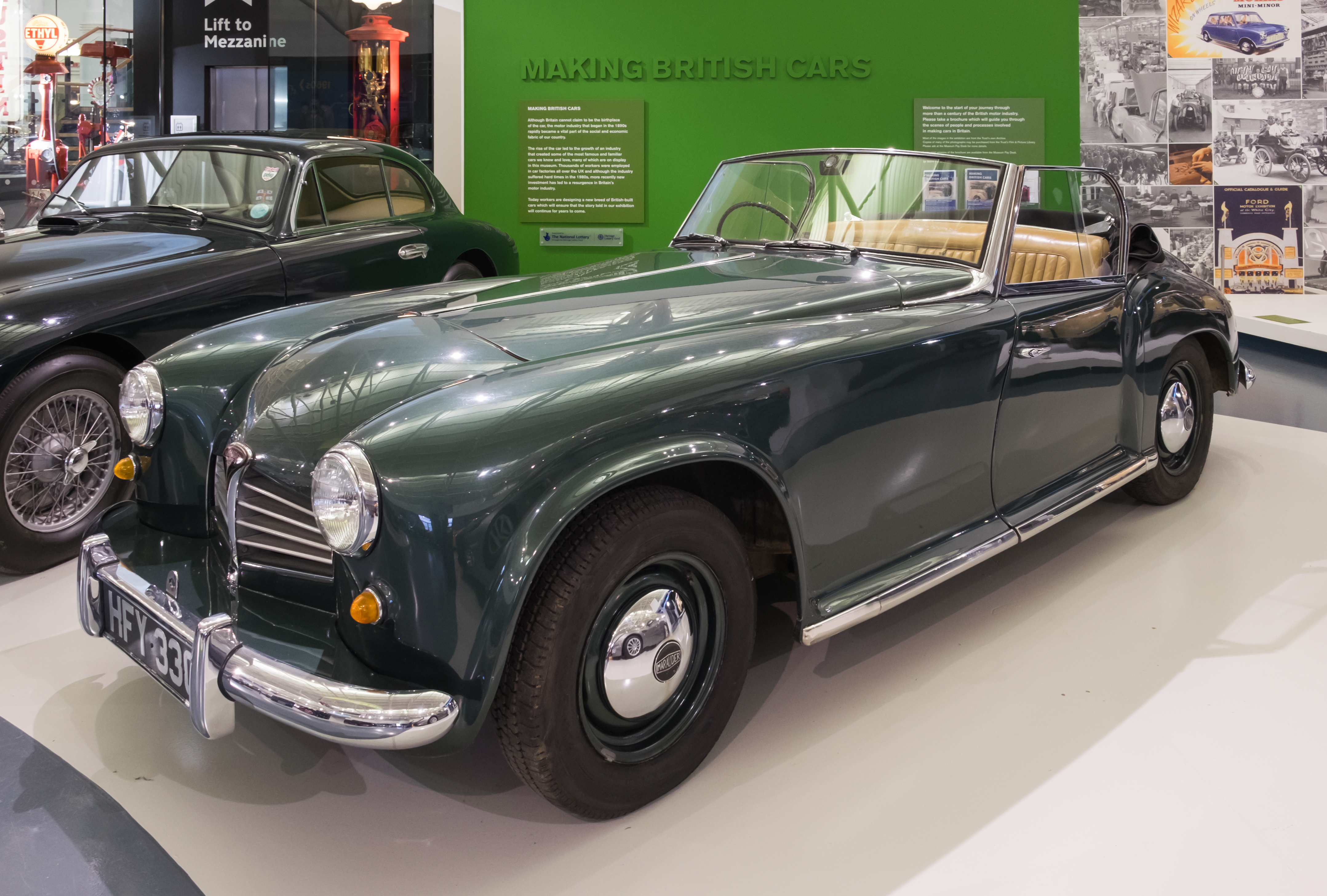
Marauder von 1951

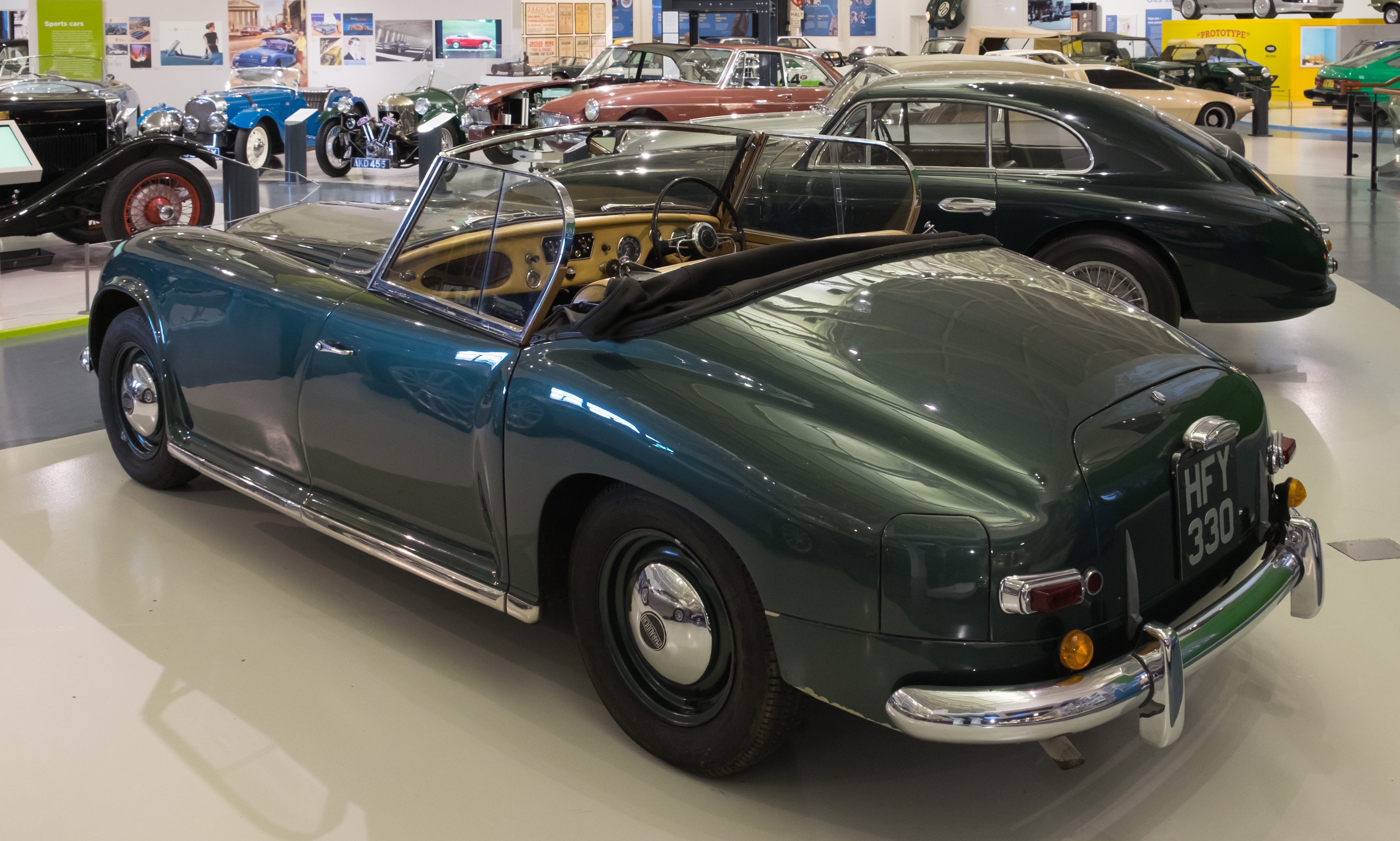
Marauder von 1951

Es wurden sportliche Zweisitzer in den Karosserieformen Coupé und Roadster mit Sechszylindermotoren hergestellt. Das Modell A ab 1950 besaß einen Motor vom Rover P4 75, der aus 2103 cm³ Hubraum 80 PS leistete. Das Modell 100 ab 1951 besaß einen größeren Motor mit 2392 cm³ Hubraum und 105 PS. Den Aufbau konstruierte das Karosseriebauunternehmen Richard Mead, dessen Inhaber mit den Marauder-Gründern befreundet war. Mead baute auch den Prototyp. Geplant war, dass sein Unternehmen in der Folgezeit auch die Rohkarosserien für die Serienfahrzeuge herstellen sollte. Dazu kam es allerdings nicht. Mead baute zwar den Prototyp auf. Ob darüber hinaus auch die Karosserien für die ersten ein oder zwei Serienmodelle bei Mead entstanden, ist unklar; hierzu ist die Quellenlage uneinheitlich. Gesichert ist, dass Abbey Panels in Coventry 1950 die Fertigung der Serienkarosserien übernahm und jedenfalls die allermeisten der insgesamt 15 Marauder-Aufbauten herstellte.
Ein Fahrzeug dieser Marke ist im Coventry Transport Museum in Coventry zu besichtigen.